# 瓦西里·雅科夫列夫

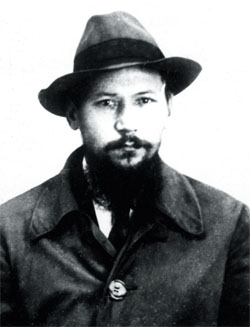
1911年前后的雅科夫列夫

瓦西里·瓦西里耶维奇·雅科夫列夫（俄语：Васи́лий Васи́льевич Я́ковлев，1885年8月29日—1938年9月16日）俄罗斯老布尔什维克革命家、政治家，1905年加入布尔什维克，参加十月革命，后负责转移沙皇尼古拉二世及家人前往叶卡捷琳堡，俄罗斯内战期间担任苏俄红军指挥官，后被白军俘获并加入白军。此后前往中国哈尔滨、广州，化名斯托扬诺维奇和米诺尔，在维经斯基的领导下在广州设立俄罗斯电讯社分社并与区声白等人在广州参与创立广东共产党，后参与建立广州共产党，并先后为陈炯明、鲍罗廷工作。1928年回到莫斯科后被捕并被投入古拉格，1938年大清洗期间被处决。1971年电影《宮廷秘史》中对他有所刻画，角色由伊恩·霍尔姆扮演。